# Saint-Eugène (Saône-et-Loire)
Pour les articles homonymes, voir Saint-Eugène.
Saint-Eugène est une commune française située dans le département de Saône-et-Loire, en région Bourgogne-Franche-Comté.

## Géographie

### Climat
Pour des articles plus généraux, voir Climat de la Bourgogne-Franche-Comté et Climat de Saône-et-Loire.
En 2010, le climat de la commune est de type climat océanique dégradé des plaines du Centre et du Nord, selon une étude du Centre national de la recherche scientifique s'appuyant sur une série de données couvrant la période 1971-2000. En 2020, Météo-France publie une typologie des climats de la France métropolitaine dans laquelle la commune est exposée à un climat océanique altéré et est dans la région climatique Centre et contreforts nord du Massif Central, caractérisée par un air sec en été et un bon ensoleillement.
Pour la période 1971-2000, la température annuelle moyenne est de 10,5 °C, avec une amplitude thermique annuelle de 16,9 °C. Le cumul annuel moyen de précipitations est de 954 mm, avec 12,9 jours de précipitations en janvier et 7,8 jours en juillet. Pour la période 1991-2020, la température moyenne annuelle observée sur la station météorologique de Météo-France la plus proche, « Saint-Symphorien de Marmagne », sur la commune de Saint-Symphorien-de-Marmagne à 16 km à vol d'oiseau, est de 11,1 °C et le cumul annuel moyen de précipitations est de 974,4 mm. 
La température maximale relevée sur cette station est de 42 °C, atteinte le 18 juillet 1964 ; la température minimale est de −22 °C, atteinte le 16 janvier 1985,,.
Les paramètres climatiques de la commune ont été estimés pour le milieu du siècle (2041-2070) selon différents scénarios d'émission de gaz à effet de serre à partir des nouvelles projections climatiques de référence DRIAS-2020. Ils sont consultables sur un site dédié publié par Météo-France en novembre 2022.

## Urbanisme

### Typologie
Au 1er janvier 2024, Saint-Eugène est catégorisée commune rurale à habitat très dispersé, selon la nouvelle grille communale de densité à sept niveaux définie par l'Insee en 2022.
Elle est située hors unité urbaine. Par ailleurs la commune fait partie de l'aire d'attraction de Montceau-les-Mines, dont elle est une commune de la couronne,. Cette aire, qui regroupe 22 communes, est catégorisée dans les aires de 50 000 à moins de 200 000 habitants,.

### Occupation des sols
L'occupation des sols de la commune, telle qu'elle ressort de la base de données européenne d’occupation biophysique des sols Corine Land Cover (CLC), est marquée par l'importance des territoires agricoles (83,2 % en 2018), une proportion sensiblement équivalente à celle de 1990 (83,5 %). La répartition détaillée en 2018 est la suivante : prairies (70,1 %), forêts (16,8 %), zones agricoles hétérogènes (13,1 %). L'évolution de l’occupation des sols de la commune et de ses infrastructures peut être observée sur les différentes représentations cartographiques du territoire : la carte de Cassini (XVIIIe siècle), la carte d'état-major (1820-1866) et les cartes ou photos aériennes de l'IGN pour la période actuelle (1950 à aujourd'hui).

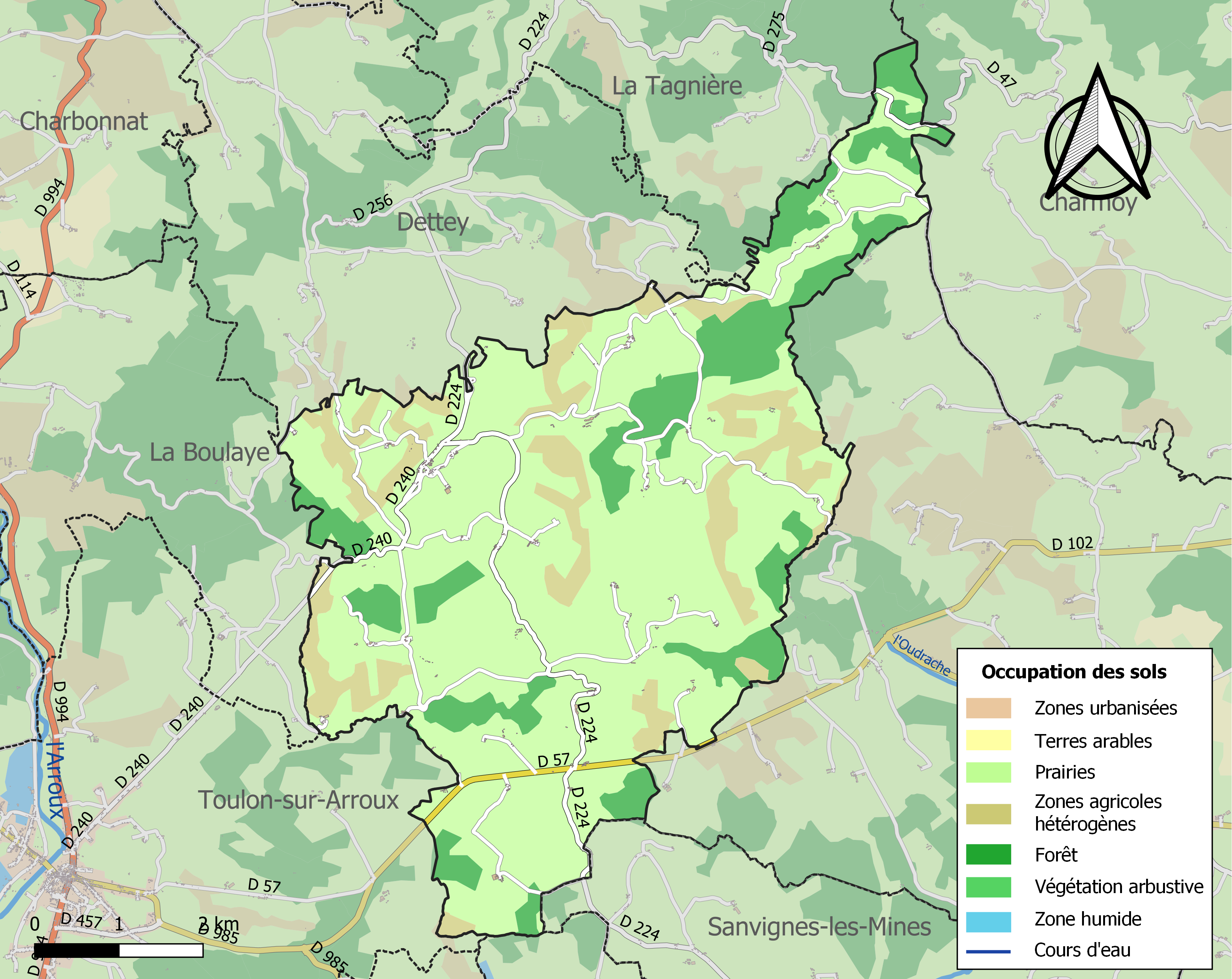
Carte des infrastructures et de l'occupation des sols de la commune en 2018 (CLC).

## Histoire
En 1385, les causes d'appel de la cour du duché de Bourgogne reconnaissent que la terre de « Chanchauvain » appartient entre autres à l'abbaye Saint-Martin d'Autun depuis des temps anciens, et qu'elle y jouit de la haute, moyenne et basse justice.
Les moines de cette abbaye bénédictine construisirent sur le territoire de l'actuelle commune de Saint-Eugène une filiale dite abbaye de Chanchanoux, dans laquelle ils furent remplacés par des moniales du même ordre. Au fil du temps, l'abbaye deviendra un prieuré, connu sous le vocable de « Prieuré Notre-Dame de Chanchanoux ». Ce monastère possédait parmi ses biens la terre de Chamchanoux à Saint-Pierre l'Étrier, dite autrefois « Chanchauvain », et ayant appartenu aux moines de l'abbaye Saint-Martin d'Autun, dont la chapelle fut aliénée en 1676. Le prieuré fut transféré à Toulon-sur-Arroux, en 1686, et supprimé par le roi en 1777,.
La seigneurie, dépendante du bailliage de Montcenis, fut aliénée en 1784.
1903 : translation de l’ancien cimetière, qui était attenant à l’église, au nord.

## Politique et administration
| Période                                  | Période   | Identité         | Étiquette | Qualité |
| ---------------------------------------- | --------- | ---------------- | --------- | ------- |
|                                          | ?         | Fernand Genevois | DVG       |         |
| juin 1995                                | mars 2008 | Louis Lauprêtre  |           |         |
| mars 2008                                | en cours  | Xavier Duvignaud |           |         |
| Les données manquantes sont à compléter. |           |                  |           |         |

## Démographie
L'évolution du nombre d'habitants est connue à travers les recensements de la population effectués dans la commune depuis 1793. Pour les communes de moins de 10 000 habitants, une enquête de recensement portant sur toute la population est réalisée tous les cinq ans, les populations de référence des années intermédiaires étant quant à elles estimées par interpolation ou extrapolation. Pour la commune, le premier recensement exhaustif entrant dans le cadre du nouveau dispositif a été réalisé en 2008.

En 2022, la commune comptait 150 habitants, en évolution de +2,04 % par rapport à 2016 (Saône-et-Loire : −1,06 %, France hors Mayotte : +2,11 %).
| 1793 | 1800 | 1806 | 1821 | 1831 | 1836 | 1841 | 1846 | 1851 |
| ---- | ---- | ---- | ---- | ---- | ---- | ---- | ---- | ---- |
| 650  | 634  | 428  | 719  | 754  | 672  | 670  | 697  | 642  |

| 1856 | 1861 | 1866 | 1872 | 1876 | 1881 | 1886 | 1891 | 1896 |
| ---- | ---- | ---- | ---- | ---- | ---- | ---- | ---- | ---- |
| 619  | 680  | 584  | 635  | 640  | 662  | 696  | 720  | 685  |

| 1901 | 1906 | 1911 | 1921 | 1926 | 1931 | 1936 | 1946 | 1954 |
| ---- | ---- | ---- | ---- | ---- | ---- | ---- | ---- | ---- |
| 633  | 627  | 601  | 463  | 451  | 427  | 414  | 346  | 332  |

| 1962 | 1968 | 1975 | 1982 | 1990 | 1999 | 2006 | 2008 | 2013 |
| ---- | ---- | ---- | ---- | ---- | ---- | ---- | ---- | ---- |
| 330  | 297  | 277  | 255  | 206  | 181  | 176  | 174  | 148  |

| 2018 | 2022 | - | - | - | - | - | - | - |
| ---- | ---- | - | - | - | - | - | - | - |
| 156  | 150  | - | - | - | - | - | - | - |

## Culture locale et patrimoine

### Lieux et monuments
- L'église paroissiale est de la fin de la période romane (la structure initiale est celle d'une église romane du XIIe siècle, qui a été remaniée, en particulier les voûtes du chœur et de la nef en 1892), « à nef plafonnée, large, travée sous clocher voûtée d'un berceau en plein cintre, chœur à chevet droit, couvert d'un berceau aigu lié par un tirant ou poutre de gloire » (Raymond Oursel)[20]. Elle se compose de trois éléments : une nef unique, une travée sous clocher et un chœur droit[21].
- L'abbaye de Chanchanoux, abbaye bénédictine « fondée par Eudes III (1197-1218) pour recevoir douze religieuses nobles », qui deviendra plus tard un prieuré (il a été transféré à Toulon-sur-Arroux en 1686, et l’arrêté d’expulsion de la communauté religieuse a été prononcé en 1775).
- Le châtaignier des Crots, arbre référencé au sein de « L’inventaire des arbres remarquables de Bourgogne »[22].

### Personnalités liées à la commune
- Eugène Billard (1849-1914), avocat à la cour d'appel de Paris et conseiller municipal de la capitale de 1904 à 1914, est né à Saint-Eugène.

## Pour approfondir